# Gobioides
Gobioides ist eine Knochenfischgattung aus der Familie Oxudercidae in der Ordnung der Grundelartigen, die in der Küstenregion tropischer Meere vorkommt. Im Deutschen werden die Gobioides-Arten auch Aalgrundeln genannt, sind aber mit den Aalgrundeln der Unterfamilie Amblyopinae nicht besonders nah, mit der indopazifischen Weißstreifen-Aalgrundel (Pholidichthys leucotaenia) überhaupt nicht näher verwandt.

## Verbreitung und Lebensweise
Das Verbreitungsgebiet der Gattung liegt an der Westküste Afrikas vom Senegal bis zur Demokratischen Republik Kongo, an der Atlantikküste des amerikanischen Doppelkontinents von South Carolina bis Rio Grande do Sul (Brasilien) und im östlichen Pazifik vom südlichen Mexiko bis zum nördlichen Peru.
Gobioides-Arten leben vor allem in brackigen Lagunen und Flussunterläufen über schlammigen Bodengründen, verstecken sich im Schlamm, unter Steinen oder legen Gänge in den Bodengrund an. Sie ernähren sich von Detritus, mikroskopisch kleinen Algen, Diatomeen und kleinen Wirbellosen.

## Merkmale
Gobioides-Arten werden 13 bis 55,3 cm lang und besitzen einen stark langgestreckten, seitlich abgeflachten, mit kleinen Cycloidschuppen bedeckten Körper mit 26 bis 31 Wirbeln und langer Rücken- und Afterflosse. Der Kopf ist abgeflacht, die Kiefer ungleich lang. Die Augen sind klein bis winzig, ihr Durchmesser erreicht nicht einmal 10 % der Kopflänge. Das oberständige Maul verfügt über 1 bis 3 Zahnreihen im Oberkiefer und 1 bis 4 im Unterkiefer. Die Fische sind weißlich, grau oder blaugrau gefärbt, die Unterseite gelblich bis weißlich. Kleine Poren des Seitenliniensystems bilden am Kopf gut ausgebildete Kanäle. 
- Flossenformel: Dorsale VI–VII/14–21, Anale I/13–19, Pectorale 17, Caudale 16–18.

Rücken- und Afterflosse sind mit der Schwanzflosse meist durch eine Flossenmembran verbunden. Die Bauchflossen sind miteinander zu einer Saugscheibe verwachsen. Die Schwanzflosse ist lang und hat die Form einer Lanzenspitze.

## Arten

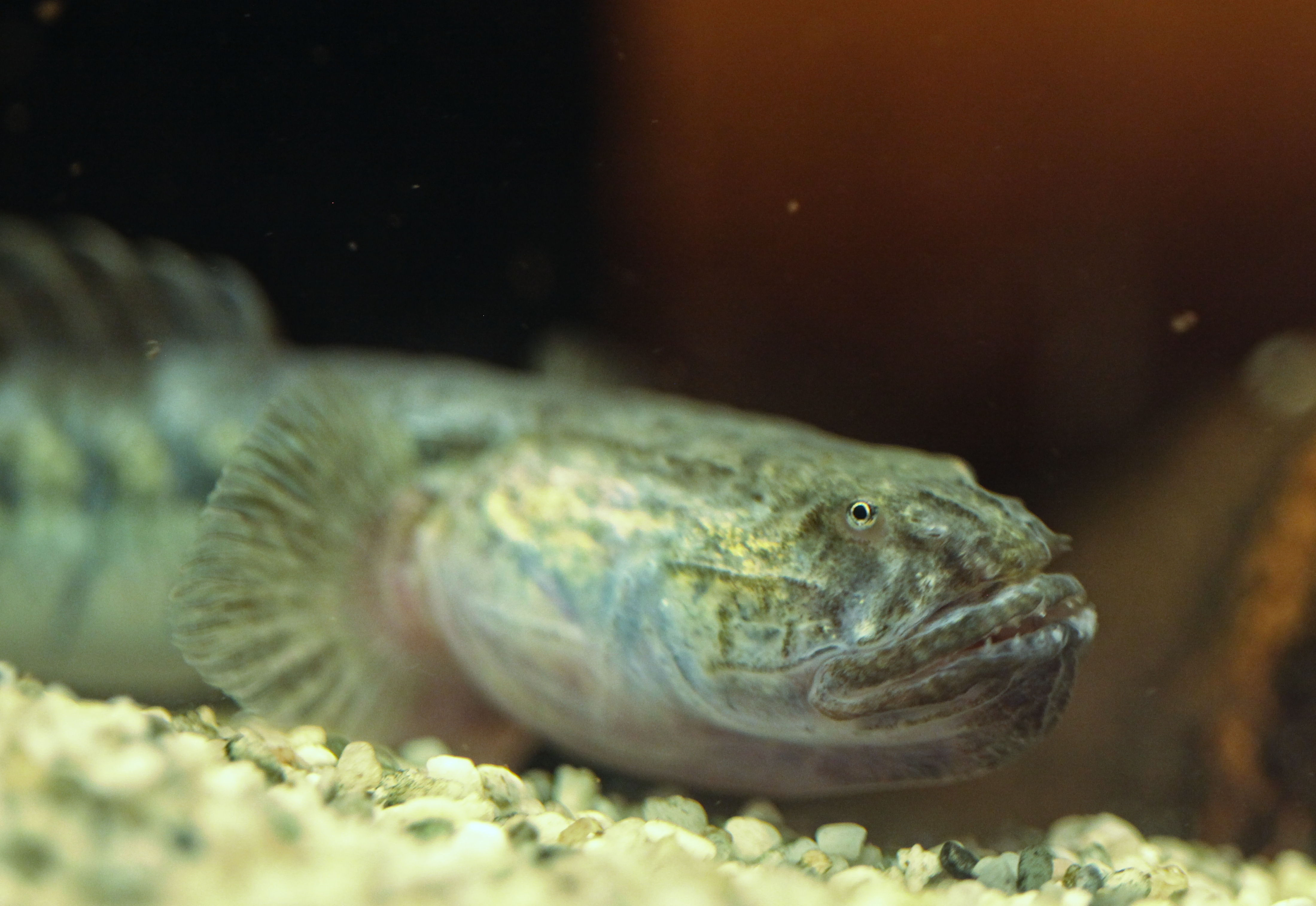
Gobioides grahamae

- Gobioides africanus (Giltay, 1935)
- Lila Aalgrundel (Gobioides broussonnetii) Lacépède, 1800
- Gobioides grahamae Palmer & Wheeler, 1955
- Blaue Aalgrundel (Gobioides peruanus) (Steindachner, 1880)
- Gobioides sagitta (Günther, 1862)